# Ryan Villopoto
Ryan Villopoto (Poulsbo, 13 agosto 1988) è un pilota motociclistico statunitense.

## Carriera
Dopo aver cominciato a gareggiare nelle competizioni fuoristrada nel 2002 è passato al professionismo nel 2006, quando vinse il titolo AMA Motocross Lites Nazionale davanti a Mike Alessi.
Nello stesso anno partecipò al Motocross delle Nazioni in Inghilterra per il team nazionale statunitense, ottenendo la vittoria con i compagni James Stewart Jr. e Ivan Tedesco. A fine anno ottenne anche il premio come motocross/supercross "rookie of the year".
Nel 2007 vinse il titolo AMA Supercross Lites West Champion e bissò il titolo AMA Motocross Lites in sella ad una Kawasaki. Partecipò anche di nuovo al Motocross delle Nazioni imponendosi nuovamente, in questo caso con Ricky Carmichael e Tim Ferry quali compagni di squadra.
Nel 2008 per il terzo anno consecutivo ottenne il titolo di categoria nell'AMA Motocross Lites.
Nel 2009 debutta nella Supercross 450. Dopo un avvio di stagione al di sotto delle aspettative, vince le gare di Seattle e Las Vegas, entrando di diritto tra i big della categoria. Un infortunio non gli consente di prendere parte all'AMA Motocross.
Nel 2010 si presenta come uno dei favoriti alla vittoria del titolo AMA Supercross. Alla prima gara, però delude le aspettative, piazzandosi solamente quinto. A Phoenix ottiene il primo podio stagionale, giungendo secondo, alle spalle dell'esordiente, sorpresa del campionato, Ryan Dungey. Alla terza gara, ad Anaheim, è solamente sesto, ma i due grandi favoriti per il titolo, Chad Reed e James Stewart, devono abbandonate il campionato causa infortunio. Villopoto riscatta il brutto avvio di stagione vincendo le gare di San Francisco ed Anaheim, e avvicina Dungey in testa al campionato. Ad Indianapolis è ancora vittorioso sul rivale, ma ad Atlanta cade e perde punti preziosi su Dungey, che vince e allunga in classifica. Villopoto cerca riscatto e si impone nelle gare di Daytona e Toronto. A Dallas è solamente quarto, con Dungey vincitore, preceduto anche da David Millsaps e Trey Canard. A Jacksonville domina la gara, con Dungey che però gli è subito dietro. Ripete la stessa performance a Houston, con Dungey che è solamente quinto. Villopoto si porta così a solo 11 punti dal rivale, con quattro gare ancora da disputare. A St.Louis i due contendenti al titolo si danno battaglia senza esclusione di colpi, finché, al giro 11 Villopoto cade rovinosamente, arrivando corto su un triplo. A seguito della caduta riporta la frattura di tibia e perone della gamba destra, consegnando di fatto il campionato a Dungey.
Si presenta al via della stagione AMA Supercross 2011 tra molti dubbi legati alla sua preparazione fisica. A seguito dell'infortunio riportato al termine della passata stagione, ha subito diversi interventi chirurgici che hanno in parte compromesso la stagione di allenamento invernale. Nonostante ciò sorprende tutti vincendo la gara di apertura ad Anaheim davanti a Ryan Dungey e James Stewart. A Phoenix è secondo alle spalle di Stewart. A Los Angeles vince di nuovo e si conferma, a sorpresa, in testa alla classifica. Ad Oakland commette un errore mentre era in testa, e chiude solo quarto. Ad Anaheim è secondo dietro ad uno Stewart imprendibile, che balza in testa al campionato. A Houston chiude terzo, dopo essere partito nelle retrovie, alle spalle di Canard e Dungey. Questo piazzamento gli consente, però, di riportarsi in testa al campionato. A San Diego, in una gara caratterizzata dalla pioggia, chiude solo settimo, confermandosi comunque leader del campionato con 3 punti di margine su James Stewart. Ad Atlanta sembrava avviato verso un terzo posto, ma, all'ultimo giro, James Stewart e Chad Reed, rispettivamente primo e secondo, si toccando, regalando la vittoria a Villopoto. Le gare successive di Daytona ed Indianapolis sono dominate dal pilota di Seattle, che sembra ormai avviato verso la vittoria del titolo, avendo un margine di 26 punti su Stewart e di 29 su Reed. A Jacksonville succede di tutto durante le qualifiche, con Villopoto che non riesce a qualificarsi per il main event. Non riesce quindi a raccogliere punti in questa gara ed il margine sugli inseguitori si riduce sensibilmente. Reed si porta a soli 7 punti di distacco e riapre il campionato. A Toronto Villopoto cade nelle prime fasi di gara, e giunge solo nono, con Reed che, giungendo al traguardo secondo, si porta in testa al campionato. A St.Louis Villopoto chiude secondo e si riprende la testa del mondiale. A Seattle è quarto. A Salt Lake City mette una seria ipoteca sul campionato, vincendo la gara davanti al rivale Chad Reed, che rimane staccato di 9 punti. A Las Vegas, ultima gara del campionato, amministra i punti di vantaggio sul rivale. Chiude terzo, vincendo il mondiale Ama Supercross con 4 punti di vantaggio su Chad Reed, vincitore a Las Vegas.
A fine estate si aggiudica anche il campionato national AMA Motocross, battendo i rivali Ryan Dungey e Chad Reed. 
Insieme a Ryan Dungey e Blake Bagget vince per il team Usa il Motocross Delle Nazioni.
Nella stagione 2012 è il favorito per la vittoria del campionato AMA Supercross. Domina la prima gara ad Anaheim. A Phoenix è terzo dopo una lunga rimonta a seguito di una caduta nelle prime fasi. A Los Angeles è solamente quarto, mentre si classifica terzo a Oakland. Il rivale della stagione sembra essere ancora una volta Chad Reed, che dopo la vittoria di Los Angeles e il secondo posto ad Oakland si porta in vetta alla classifica. Ad Anaheim, Villopoto vince e si riprende la testa del campionato. Vince anche a San Diego, dopo un acceso duello proprio con Reed, conclusosi con la vittoria di Villopoto solo all'ultimo giro. Il duello sembra riproporsi anche a Dallas, ma dopo pochi giri, Chad Reed cade, procurandosi un serio infortunio al ginocchio. Ryan ha quindi strada libera verso la conquista del campionato, poiché anche l'altro rivale, Ryan Dungey, si procura una frattura alla clavicola in allenamento. Si aggiudica il suo secondo mondiale supercross ad Houston, con ben 4 gare di anticipo. Con il titolo già in tasca, è autore di una sfortunata caduta nella gara di casa, a Seattle, in cui riporta un infortunio al ginocchio che lo terrà lontano dalla stagione dell'AMA Motocross e dal Motocross Delle Nazioni.
Nel 2013 si conferma per la terza volta consecutiva campione riuscendo a chiudere il campionato davanti ai suoi principali rivali David Millsaps e Ryan Dungey.
Sempre nel 2013 si laurea anche campione dell'AMA Motocross con un gran premio di anticipo. 
A fine stagione salta il Cross delle Nazioni preferendo operarsi per la rimozione di viti e chiodi alla gamba fratturata anni prima per essere così pronto per l'inizio del mondiale Supercross 2014.
Nel 2014 si conferma per la quarta volta consecutiva campione dell'AMA Supercross con una gara d'anticipo, davanti al suo rivale Ryan Dungey.
Nel 2015 passa al Mondiale MXGP sempre in sella alla Kawasaki del team ufficiale. Nella prima gara notturna di Losail, in Qatar, è solo settimo; in Tailandia, invece, vince in gara 1 e si piazza terzo in gara 2, alle spalle di Cairoli e Desalle, vincendo il suo primo gran premio mondiale, mentre poco dopo, nel GP del Trentino, sulla pista di Arco di Trento, subisce un grave infortunio alla schiena che gli impedirà di finire la stagione e gli farà annunciare tempo dopo addirittura il ritiro dalle corse.

## Risultati AMA Supercross
| Anno | Moto     | Classe | California (bandiera) | Arizona (bandiera) | California (bandiera) | California (bandiera) | California (bandiera) | California (bandiera) | Indiana (bandiera)    | Georgia (bandiera) | Florida (bandiera)  | Canada (bandiera)  |                     | Florida (bandiera) |                     | Missouri (bandiera)  | Washington (bandiera) | Utah (bandiera)       | Nevada (bandiera) | Punti | Pos |
| ---- | -------- | ------ | --------------------- | ------------------ | --------------------- | --------------------- | --------------------- | --------------------- | --------------------- | ------------------ | ------------------- | ------------------ | ------------------- | ------------------ | ------------------- | -------------------- | --------------------- | --------------------- | ----------------- | ----- | --- |
| 2010 | Kawasaki | 450cc  | 5                     | 2                  | 7                     | 1                     | 4                     | 1                     | 1                     | 19                 | 1                   | 1                  | 4                   | 1                  | 1                   | Rit                  | INF                   | INF                   | INF               | 266   | 4º  |
| Anno | Moto     | Classe | California (bandiera) | Arizona (bandiera) | California (bandiera) | California (bandiera) | California (bandiera) |                       | California (bandiera) | Georgia (bandiera) | Florida (bandiera)  | Florida (bandiera) |                     | Canada (bandiera)  |                     | Missouri (bandiera)  | Washington (bandiera) | Utah (bandiera)       | Nevada (bandiera) | Punti | Pos |
| 2011 | Kawasaki | 450cc  | 1                     | 2                  | 1                     | 4                     | 2                     | 3                     | 7                     | 1                  | 1                   | 1                  | NP                  | 9                  | 2                   | 3                    | 4                     | 1                     | 3                 | 338   | 1º  |
| Anno | Moto     | Classe | California (bandiera) | Arizona (bandiera) | California (bandiera) | California (bandiera) | California (bandiera) | California (bandiera) |                       | Georgia (bandiera) | Missouri (bandiera) | Florida (bandiera) | Indiana (bandiera)  | Canada (bandiera)  |                     | Louisiana (bandiera) | Washington (bandiera) | Utah (bandiera)       | Nevada (bandiera) | Punti | Pos |
| 2012 | Kawasaki | 450cc  | 1                     | 3                  | 4                     | 3                     | 1                     | 1                     | 1                     | 2                  | 1                   | 5                  | 1                   | 1                  | 1                   | 1                    | 19                    | INF                   | INF               | 323   | 1º  |
| Anno | Moto     | Classe | California (bandiera) | Arizona (bandiera) | California (bandiera) | California (bandiera) | California (bandiera) | California (bandiera) |                       | Georgia (bandiera) | Missouri (bandiera) | Florida (bandiera) | Indiana (bandiera)  | Canada (bandiera)  |                     | Minnesota (bandiera) | Washington (bandiera) | Utah (bandiera)       | Nevada (bandiera) | Punti | Pos |
| 2013 | Kawasaki | 450cc  | 16                    | 2                  | 1                     | 1                     | 8                     | 6                     | 1                     | 2                  | 1                   | 1                  | 1                   | 1                  | 1                   | 2                    | 2                     | 1                     | 1                 | 371   | 1º  |
| Anno | Moto     | Classe | California (bandiera) | Arizona (bandiera) | California (bandiera) | California (bandiera) | California (bandiera) | California (bandiera) |                       | Georgia (bandiera) | Indiana (bandiera)  | Florida (bandiera) | Michigan (bandiera) | Canada (bandiera)  | Missouri (bandiera) |                      | Washington (bandiera) | New Jersey (bandiera) | Nevada (bandiera) | Punti | Pos |
| 2014 | Kawasaki | 450cc  | 4                     | 1                  | 5                     | 1                     | 3                     | 2                     | 4                     | 2                  | 4                   | 1                  | 2                   | 6                  | 2                   | 1                    | 1                     | 1                     | 1                 | 368   | 1º  |

## Palmarès
- Campione AMA Supercross 250cc (1) : 2007
- Campione AMA Supercross 450cc (4) : 2011, 2012, 2013, 2014
- Campione AMA Motocross 250cc (3) : 2006, 2007, 2008
- Campione AMA Motocross 450cc (2) : 2011, 2013
- Motocross delle Nazioni TEAM USA (4) : 2006, 2007, 2008, 2011